# Сокровища Сьерра-Мадре (роман)
«Сокровища Сьерра-Мадре» (нем. Der Schatz der Sierra Madre; 1927) — приключенческий роман Б. Травена, послуживший основой для одноимённого фильма Джона Хьюстона (1948).

## Сюжет
Два бедняка-американца Доббс и Куртин в мексиканской ночлежке знакомятся с опытным золотоискателем стариком Говардом. Все трое в складчину покупают снаряжение, оружие и продовольствие и отправляются на поиски золота. 

## Экранизация
- Сокровища Сьерра-Мадре (фильм)

## Видеоигры
Первое DLC для игры Fallout New Vegas под названием "Dead Money" заимствует основные темы романа с некоторыми постапокалиптическими поворотами, заменяя горы Сьерра-Мадре руинами казино, известного как Сьерра-Мадре, и антагонист DLC "решает" проблему жадности романа, оснащая персонажа игрока и всех других NPC в дополнении в ошейники с бомбами соединенными между собой, так что, если один из группы умрет, все умрут.